# Korean National Council of Women
Korean National Council of Women (KNCW), en kvinnoorganisation i Sydkorea, grundad 1959.
Efter andra världskriget återuppstod den koreanska kvinnorörelsen. De olika grupperna lyckades dock inte förhindra införandet av den 1957 års diskriminerande familjelag, och 1959 skapade därför kvinnogrupperna en paraplyorganisation för att förena kvinnorörelsen i Sydkorea. Dess huvudfråga blev en reform av familjelagen, men reformen 1977 var otillräcklig, och det var inte förrän 1991-2005 som en verklig reform infördes. KNCW tilläts fortsätta verka under högerdiktaturen och tolererades för att den verkade inom systemet, men det var också anledningen till att den minskade i inflytande efter införandet av demokratin 1987. 